# إيركوتسك
إيركوتسك (بالروسية: Иркутск) هي إحدى مدن روسيا في الكيان الفدرالي الروسي إركوتسك أوبلاست.تقع مدينة ايركوتسك في منطقة التقاء نهري ايركوت وانغارا. تبعد المدينة عن بحيرة بايكال حوالي 60 كم. وعن العاصمة موسكو 5042 كم. ويبلغ تعداد نفوسها حوالي 600 الف نسمة ومساحتها 280 كيلومتر مربع.

## نبذة عن تاريخ المدينة
تاسست المدينة عام 1661 ، وكانت في بداية الامر حصنًا عسكريًّا اسسه القوزاق لحماية حدود الدولة الروسية. وفي عام 1670 تحول الحصن إلى قلعة محاطة بسور فيه أربعة ابراج للمراقبة أطلق عليها اسم الكرملين، وحفر حول السور خندق عميق، اما داخل السور فظهرت المباني السكنية.

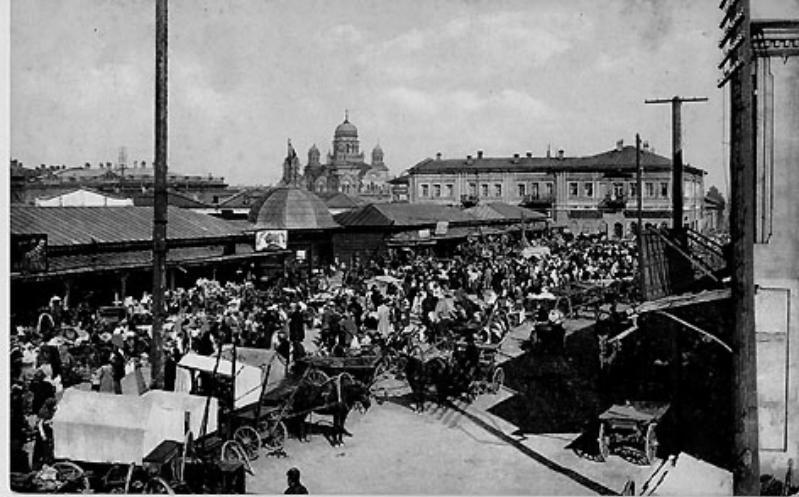
أحد أسواق المدينة،اوائل القرن ال20

أصبحت ايركوتسك منذ تأسيسها مركزا رئيسيا للتجارة مع الصين، حيث كانت تمر عبر المدينة كافة القوافل التجارية الروسية – الصينية، كما أصبحت مركزا مهما للزراعة والصيد في المنطقة.
منحت المدينة عام 1686 صفة المدينة ونظرا لموقعها الجغرافي المتميز ازدهرت فيها تجارة المحاصيل الزراعية والحيوانية والمنتجات الحرفية. لقد ساعد تطور التجارة على توسع المدينة وازدياد سكانها.
وشهد القرن الـ 18 بداية تاسيس المدارس العامة والمهنية المختلفة وافتتاح المكتبات العامة والمتاحف والمسارح. حيث افتتحت أول مدرسة بالمنطقة وكانت تابعة لدير الصعود كما افتتحت أول مكتبة عامة ومتحف تاريخ الإقليم ومسرح وبنيت كنيسة المخلص التي هي اقدم مبنى في شرق سيبيريا حاليا، تبعها بناء كنيسة الصليب وغيرها من المباني الحجرية.
وفي عام 1822 أصبحت مقرا للحاكم العام لمنطقة شرق سيبيريا، مما كان دافعا مهما في تطورها وازدهارها اللاحق. ففي عام 1851 افتتح فيها فرع للجمعية الجغرافية الامبرطورية في سيبيريا الذي ساعد كثيرا في عمليات البحث العلمي في مجالات الجغرافيا والفولكلور والجيولوجيا وغيرها.
بعد اكتشاف مكامن الذهب أصبحت المدينة منذ ثلاثينات القرن الـ 19 مركزا مهما لاستخراج الذهب، مما ادى إلى نزوح اعداد كبيرة من الناس اليها واستثمار اموال كبيرة في هذا القطاع. وكان هذا عاملا مهما في استمرار تطور وازدهار المدينة وتوسعها حيث كان فيها عام 1856 حوالي 2500 مبنى و19 كنيسة وأكثر من 730 متجر. وكانت تقام فيها أسواق تجارية سنوية يشارك فيها تجار من مناطق روسية مختلفة ومن الصين.
بعد فشل المحاولة التي قام بها ثوار ديسمبر لاغتيال القيصر، تم اعتقالهم ونفيهم إلى ايركوتسك وضواحيها، حيث قضى بعضهم نحبه في هذه المدينة. حاليا تم تحويل المنازل التي كانوا يقيمون فيها إلى متاحف خاصة بحياتهم.

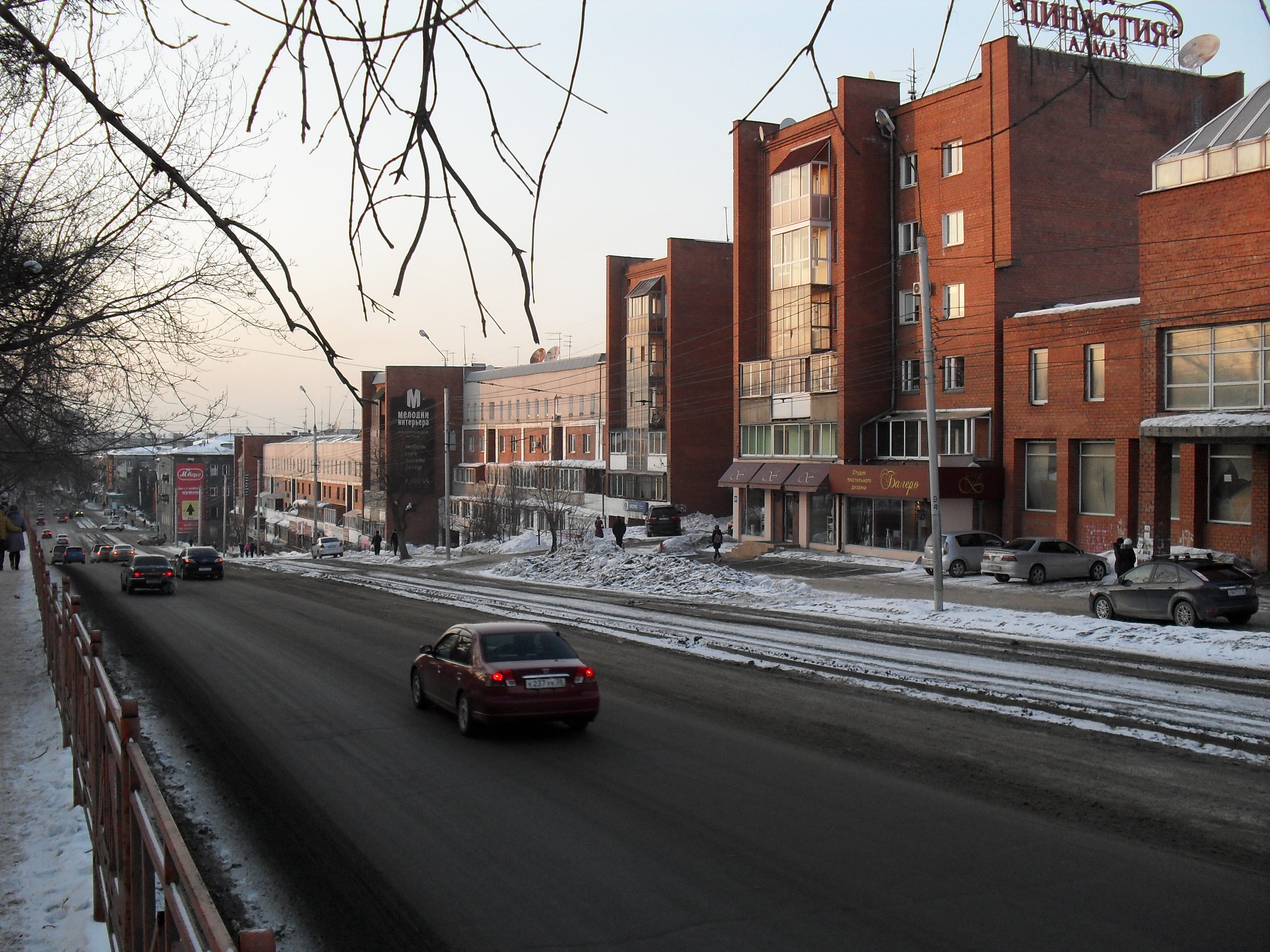
أحد شوارع المدينة

كانت المدينة حتى نهاية القرن الـ 19 مقرا للإدارة العسكرية لمنطقة شرق سيبيريا، وفي عام 1898 مد عبر المدينة خط سكك حديد سيبيريا الكبير، وفي عام 1905 انجز مد شبكة توزيع المياه وفي عام 1906 بنيت محطة الكهرباء الأولى وفي عام 1910 بنيت المحطة الثانية. ورصفت شوارعها الرئيسية بالحجر وانيرت بالكهرباء.
خلال الحرب الأهلية الروسية كانت المدينة لفترة قصيرة مقرا لحكومة الاميرال ألكسندر كولتشاك الذي اعتقل عام 1920 وحكم عليه بالإعدام.
بعد اقامة السلطة السوفيتية واستقرار الاوضاع افتتحت في المدينة مدارس عديدة ومؤسسات صناعية ضخمة من بينها مصنع بناء الطائرات ومصنع المعدات والاليات الثقيلة وغيرها. وساعد النمو الاقتصادي للمدينة على تطور العلوم والتعليم والثقافة. حيث اسست جامعة ايركوتسك الحكومية المحتوية على مختلف الفروع العلمية والادبية ومعهد التعدين والميتالورجيا واخر للعلوم الزراعية.
بعد ان وضعت الحرب الوطنية العظمى اوزارها شهدت المدينة في خمسينات القرن الماضي تطورا سريعا وتوسعت كثيرا. ان مدينة ايركوتسك اليوم هي مدينة عصرية ومركز صناعي وعلمي وتعليمي وثقافي ضخم في منطقة شرق سيبيريا.

## المعالم التاريخية والاثرية
كنيسة المخلص (1706 – 1710) – تقع الكنيسة على ساحة المدينة المركزية وهي اقدم بناء في منطقة شرق سيبيريا. اغلقت الكنيسة عام 1931 وحولت في البداية إلى ورشة ومن ثم إلى مكاتب لمؤسسات مختلفة. وفي عام 1960 ادرجت ضمن قائمة المعالم التاريخية للمدينة. وفي عام 1982 فتحت ابوابها لاستقبال المواطنين بعد ان أصبحت فرعا لمتحف تاريخ المقاطعة. اعيدت إلى الكنيسة الأرثوذكسية الروسية عام 2006 بعد الانتهاء من أعمال الصيانة والترميم.

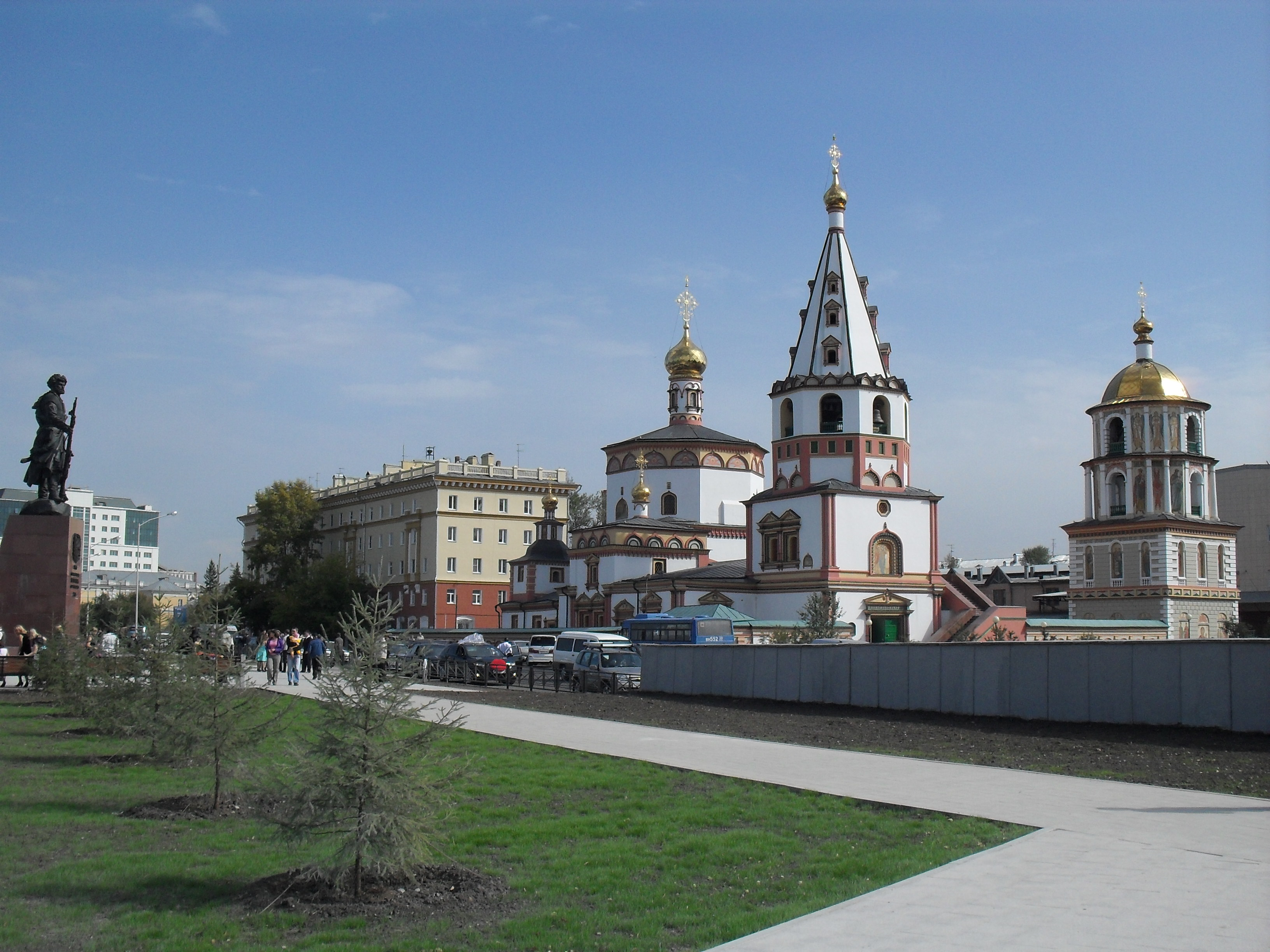
كاتدرائية ظهور المسيح

كاتدرائية ظهور المسيح (1758 – 1762)- تقع الكاتدرائية في مركز المدينة التاريخي. وهي من المباني القديمة حيث كانت قد بنيت عام 1693 بالخشب أول الامر ولكن بعد الحريق الذي اتى عليها في بداية القرن الـ 18 اعيد بناؤها باستخدام الحجر. اغلقت الكاتدرائية عام 1931 وحول المبنى إلى مصنع للحلويات وجزء منه إلى قسم داخلي. ادرج المبنى عام 1960 ضمن قائمة المعالم التاريخية لروسيا وفي عام 1968 نقل مصنع الحلويات إلى مكان اخر وبدات عمليات الصيانة والترميم في المبنى والتي استمرت 18 عاما. بعد ذلك أصبح المبنى تابعا لمتحف تاريخ المقاطعة لغاية عام 1994 حيث اعيدت إلى الكنيسة الأرثوذكسية الروسية. منذ ذلك التاريخ بدأت باستقبال المصلين يوميا.
دير زنامينسكي للراهبات (1689) – يتضمن الدير إضافة إلى الصوامع وقاعة الطعام والمنشآت الأخرى كنيسة بنفس الاسم. بعد الحريق الذي شب في مبنى الدير اعيد البناء بالحجر عام 1762 . بعد انتهاء الحرب الاهلية في روسيا اغلق الدير وبقيت الكنيسة عاملة ولمن بعد 7 سنوات اغلقت هي الأخرى أيضا. بعد ذلك حولت المباني إلى ورشات لصيانة معدات الطائرات ومرآب لغاية عام 1945 اعيدت الكنيسة إلى المطرانية. في عام 1960 قرر مجلس وزراء روسيا السوفيتية ادراج مباني المجمع ضمن قائمة المعالم التاريخية لروسيا واصبحت خاضعة لحماية الدولة. اعيد المجمع إلى الكنيسة الروسية الأرثوذكسية عام 1994 وباشر الدير والكنيسة بمزاولة نشاطهما الطبيعي.
وهناك أيضا كنائس وكاتدرائيات أخرى قديمة مثل كنيسة الصليب (1747 – 1758) وكنيسة الثالوث الاقدس (1763 – 1778) وغيرها. وهناك من المعالم التاريخية الدينة مسجد ايركوتسك الجامع الذي شيد عام 1892 من تبرعات الجالية المسلمة التي كانت تقيم في المدينة وضواحيها.
ومن المعالم المعمارية والتاريخية في المدينة المنزل الذي يطلق عليه اسم البيت الأبيض – 1800 – 1804 والمتكون من 3 طوابق وكانت تقيم فيه عائلة التاجر سيبيرياكوف ومنذ عام 1837 أصبح مقرا للمحافظة وحاليا هو مكتبة الجامعة. ومن المعالم المعمارية الرئيسية في ايركوتسك – «القصر الموريتاني» الذي شيد عم 1892 على الطراز المعماري الموريتاني ليكون مقرا للجمعية الجغرافية الامبراطورية في شرق سيبيريا. هذا المبنى الرائع الذي يبهر العين بجماله، هو حاليا متحف الجمعية الجغرافية الروسية لشرق سيبيريا.

## وصلات خارجية
- إيركوتسك - دليل سياحي (بالإنجليزية)